# گمینا خومک
گمینا خومک (به لهستانی:  Gmina Chełmek) یک گمینا در لهستان است که در شهرستان اوشوینچیم واقع شده‌است. گمینا خومک ۲۷٫۲۴ کیلومتر مربع مساحت و ۱۲٬۸۲۷ نفر جمعیت دارد.